# Amadu Turé
Amadu Turé (sinh ngày 3 tháng 6 năm 1993) là một cầu thủ bóng đá người Guiné-Bissau thi đấu cho S.C. Covilhã, ở vị trí tiền đạo.

## Sự nghiệp bóng đá
Vào ngày 23 tháng 7 năm 2017, Turé có màn ra mắt cho Sporting Covilhã trong trận đấu tại Cúp Liên đoàn bóng đá Bồ Đào Nha 2017–18 trước União Madeira.